# Cruz de Peña de Mota
El Monumento a la Concordia, más conocido como Cruz de Peña de Mota, es un monumento local ubicado en la ciudad de Altagracia de Orituco, Venezuela, erigido en conmemoración al centenario del grito de independencia del 19 de abril de 1810. Fue inaugurado el 19 de abril de 1910 y es considerado un símbolo tradicional de la localidad.

## Estructura
Está formado por una peña de mampostería, en donde se encuentra clavada la cruz, la cual era de madera en sus principios, hasta que fue modificada por una estructura de cemento.

## Historia
A principios del siglo XX, un grupo de habitantes de Altagracia de Orituco tuvieron la idea de hacer una obra con la que conmemorarían el centenario del primer grito de independencia acontecido el 19 de abril de 1810, hechos que marcaron el inicio de la lucha emancipadora por la independencia de Venezuela del imperio español. El lugar escogido para su realización fue en el conocido "Cerro de Peña de Mota", que se encuentra en el sector que lleva el mismo nombre, ubicado al noroeste del pueblo.
El 19 de abril de 1910 se inauguró esta obra la cual fue llamada "Monumento a la Concordia", cuyo permiso fue concedido por el Obispo Diocesano y el Concejo Municipal. La autoridad civil de ese entonces, el abogado Dr. Pedro Natalio Arevalo García, prestó su apoyo y se bendijo solemnemente por el cura párroco Monseñor Sixto Sosa Díaz, en la celebración de esta fecha centenaria. Los ciudadanos levantaron un acta en donde llamaron a esta obra como "Monumento a Redentor en la Colina de Peña de Mota". En el acta se puede leer lo siguiente:

"Llegados los días centenario en que el pueblo venezolano conmemorará el heroísmo y grandes sacrificios de nuestros padres por obtener la libertad, nos hemos congregado los suscritos para dejar a las generaciones que tienen un recuerdo de los memorables días en que se cumplen cien años de haber iniciado los venezolanos su movimiento de emancipación. Así, levantamos este pequeño monumento coronado por la Cruz, lábaro de Concordia Universal para que diga a nuestros descendientes nuestro voto a favor de la Patria bien amada. Queremos a nuestra Patria viviendo para el trabajo; la queremos caminando entre sus hijos la más completa armonía; la queremos caminando por las sendas del progreso, deseamos con vehemencia que todos los venezolanos vivan vida de honor y lleguen a la prosperidad por la justicia. Lamentamos que nuestros medios no permitan hacer algo más digno. Sirva esto de experiencia a nuestros hijos; han pasado cien años de vida libre y somos pobres porque en nuestras guerras hemos perdido nuestras riquezas. Saludamos al nuevo siglo de vida republicana como a días de gloria para el pueblo venezolano. Firmamos esta Acta y la depositamos al pie del monumento que hoy erigimos a la Concordia. Altagracia de Orituco; 19 de abril de 1910.

Pbro. Dr. Sixto Sosa; N. Arévalo Cedeño; Jefe Civil del Distrito. Dr. Pedro María Arévalo Cedeño. Manuel Machado. Dr. Luis R. Morín, Abogado, Presidente de la Municipalidad. E. Campos Díaz. Fernando G. Acosta. Dr. J.M. Carrasquel Carreyó. Dr. J.V. Baptista. Dr. B. Gutiérrez López. Lcdo. Marcos Rísquez. Nicasio Camero. Lcdo. R.M. Osio. Pablo A. Sierra. Dr. Luis M. Sierra. Teodoro Toledo. Teodoro A. Toledo. Felicio R. Girón. Carlos M. Ascanio. Carlos M. Ascanio hijo. Jaime J. Anday. Jaime Benarroch. David Anday. Teófilo Ruiz, Patricio Camero. Dielo (sic) Dalis. J .A. Hurtado Ascanio. M. Carrasquel Soto. E. Carrasquel. R.R. Castrillo. Alfonzo Trejo y J. de la Luz Vargas y 13 más." 

Posteriormente, el Dr. Arevalo García escribió, como parte de su obra Calles, Sitios y Aleros de Altagracia de Orituco, una reflexión sobre la importancia de este monumento. El escrito dice:

"De gran importancia es para las generaciones presentes y futuras la publicación de la presente acta. Ella es testimonio fiel de la preocupación que animaron el espíritu de los hombres de aquella lejana época, ellos también sintieron palpitar de afecto por este pedazo de tierra orituqueña. Cabe a nosotros, jóvenes de la evolucionada Venezuela, sentirnos emocionados al contemplar la majestuosa cruz que allá en lo más empinado del Cerro de Peña de Mota abre sus brazos como queriendo asir el recuerdo de tantos seres que ya se han ido. Ella ha sido mudo testigo por tantos años, de las inquietudes que animaron a los habitantes de esta región para hacer de Altagracia un pueblo digno heredero de las preocupaciones de esos hombre que ayer nos señalaron rumbos."

Al pie de la cruz se encuentra un escrito que dice:

EL PUEBLO DE ORITUCO ASPIRA A VIVIR EN PAZ, ENTREGADO AL TRABAJO, A LA SOMBRA DE ESTE ÁRBOL DE LA CRUZ, LÁBARO DE CONCORDIA UNIVERSAL. 1er CENTENARIO DE LA INDEPENDENCIA. 19 DE ABRIL DE 1910

### Modificaciones
En la década de los años 1970, aproximadamente, el ciudadano Santiago Infante le hizo una promesa a la Cruz, en donde rifó tres morocotas y les pagó 5 Bs. a unos albañiles para que subieran los materiales, tales como arena y cemento, para iniciar la construcción de una nueva cruz, cuyo trabajo era dirigido por el ciudadano Juan Castillo. Desde aquel entonces, no se le ha hecho otra modificación  a este monumento.

### Patrimonio
En 2014, el Concejo Municipal declaró a la Cruz de Peña de Mota como "Patrimonio de Identidad Cultural del Orituco". El acuerdo fue oficializado por unanimidad por los miembros de la cámara, que estuvo integrada por los concejales Osman Álvarez (presidente), Luis Guillermo Leal (vicepresidente), Aníbal Efraín Mejía (secretario), Fernando Saldivia Herrera, Willian Pérez, Aquiles Reyes, Wilfredo Pérez y Luis Laya. Cabe mencionar que este último representaba a la coalición opositora Mesa de la Unidad Democrática (MUD), mientras que los demás eran pertenecientes al Partido Socialista Unido de Venezuela (PSUV).